# 나이브스 아웃: 글래스 어니언
《나이브스 아웃: 글래스 어니언》(영어: Glass Onion: A Knives Out Mystery)은 2022년 개봉한 미국의 미스터리 영화이다. 라이언 존슨이 감독과 각본을 맡았으며, 2019년 영화 《나이브스 아웃》의 후속 작품이다.

## 줄거리
코로나19 범유행 중인 2020년 5월, 기술회사 알파(Alpha)의 공동 창업주 마일스 브론이 그리스의 개인 소유 섬에 있는 저택 글래스 어니언에서 살인 추리 게임을 주최한다. 마일스가 초대한 친구 무리 "붕괴자들(Disruptors)"에는 라이어널, 클레어, 버디, 듀크, 앤디가 속해있다. 여기에 유명 탐정 브누아 블랑도 합류한다.
저택은 공개 발표가 임박한 알파의 수소 기반 대체 연료 "클리어(Klear)"를 전기 동력으로 쓰는 중이다. 이 사실을 알게 된 라이어널과 클레어는 우려를 표한다. 브누아 블랑이 게임 정답을 맞춘 뒤 마일스의 잔을 마신 듀크가 사망하고, 듀크의 권총이 사라진 상태에서 누군가가 앤디를 쏘는데...

## 출연진
- 대니얼 크레이그 - 브누아 블랑, 유명 탐정 역
- 에드워드 노턴 - 마일스 브론, 알파 공동 창업주 역
- 저넬 모네이
  - 헬렌 브랜드 역
  - 커샌드라 "앤디" 브랜드, 축출된 알파 공동 창업주 역
- 캐스린 한 - 클레어 디벨라, 코네티컷주 주지사 역
- 레슬리 오덤 주니어 - 라이어널 투손트, 알파 수석 과학자 역
- 케이트 허드슨 - 버디 제이, 모델 출신 패션 디자이너 역
- 데이브 바티스타 - 듀크 코디, 남성 인권 전문 스트리머 역
- 제시카 헤닉 - 페그, 버디의 조수 역
- 매들린 클라인 - 위스키, 듀크의 여자친구 역
- 노아 시건 - 데롤 역
- 재키 호프먼 - 코디 부인 역
- 댈러스 로버츠 - 데번 디벨라 역
- 이선 호크 - 마일스의 조수 역
- 휴 그랜트 - 블랑의 남편 필립 역
- 조지프 고든레빗 - 시계 알람소리 역(목소리 출연)
- 스티븐 손드하임, 앤절라 랜즈베리, 너태샤 리온, 카림 압둘자바 - 블랑의 어몽어스 친구 역(카메오)
- 요요 마
- 제이크 태퍼
- 세리나 윌리엄스